# Благодарный
Благода́рный — город, административный центр Благодарненского городского округа Ставропольского края.

## Название
Один из первых исследователей истории Благодарного В. А. Белоградский в своём очерке «Село Благодарное», опубликованном в «Сборнике статистических сведений о Ставропольской губернии» за 1868 год, приводит сведения о двух его названиях:

Благодарное, присвоенное кем-то из областных начальников Кавказа, и Солдатское, доселе упорно удерживаемое кочующими соседями — калмыками и трухмянами.
Второе из указанных наименований также произносилось как Салдуцкое или Солдус. В книге А. И. Твалчрелидзе «Ставропольская губерния в статистическом, географическом, историческом и сельскохозяйственном отношениях» (1897) приводится ещё один вариант — Солдутское. При этом автор издания отмечает, что «прежние владельцы обширных земель при рр. Буйволе и Куме» — калмыки, туркмены и ногайцы — такое наименование «давали всем без различия русским поселениям».
Происхождение названия Благодарное связывается с историческим преданием, которое, например, описывается в упомянутом выше очерке Белоградского:

Правительство распорядилось водворить на этом самом месте отставных семейных солдат, около 20 семей. (…) Водворённым солдатам весьма понравилось житьё на этом месте, ибо воды было много (вблизи протекала речка, в которой водилась рыба), леса в изобилии, пажити роскошныя, и земледелие пошло удовлетворительное. По сему, когда приехал областной начальник проведать новых жителей Буйволы, они встретили его с хлебом-солью и в знак признательности своей за доставление хорошего житья поднесли ему какой-то дар; но начальник сказал им: «Не надо мне, господа служивые, ваших подарков, живите себе на здоровье. А за то, что вы благодарны, пусть селение ваше называется Благодарное».
Эта легенда впоследствии нашла отражение в символике Благодарненского городского округа:324—325.

## География
Город расположен на реке Мокрая Буйвола (приток Кумы), в 150 км от Ставрополя. Общая площадь административной территории составляет 3061 га.

## Климат
В Благодарном преобладает умеренно-континентальный климат. Зимы непродолжительные и мягкие.
Самый холодный месяц — январь, со средней температурой −2 °C.
Лето длительное и очень тёплое. Самый тёплый месяц — июль, со средней температурой +22 °C.
Среднее годовое количество осадков составляет 560 мм.

## История
Населённый пункт образован в 1762 году, но официально признан более поздний год основания — 1782. По народному преданию селение основано в 1764 году. Первоначально оно называлось Солдатским. Его основателями были отставные солдаты, которых правительство поселило на месте сторожевого поста (редута).
На 1789 год село входило в Александровский уезд.
В 1806 году в селе насчитывалось 39 домов, в которых проживало 211 «ревизских душ». Наиболее быстрый рост села начался после массового переселения крестьян из Воронежской, Тульской, Харьковской, Курской и других губерний центральной России на Ставрополье.
С 1 января 1880 года стало волостным селом Благодарненской волости Новогригорьевского уезда.
В 1884 село Благодарное стало центром Новогригорьевского уезда Ставропольской губернии. В нём были сосредоточены все уездные учреждения: камеры земского начальника и судебного следователя, уездное полицейское управление, уездное казначейство, почтовое отделение, тюрьма и другие. В 1900 году Новогригорьевский уезд был упразднён и на части его территории создан Благодаренский уезд.
В 1902 году в селе проживало 12 877 человек. Количество надельной земли составляло 46 000 десятин (из них под посевами — 20 770 десятин); количество крупного рогатого скота — 8614, овец — 28 195:15.
9 июля 1912 года в селе Благодарном было введено земство.
В 1918 году на Ставрополье начался процесс коллективизации, не получивший достаточного развития из-за гражданской войны. После окончательного установления советской власти в регионе стали создаваться коммуны и артели, организуемые бывшими красноармейцами. В 1920 году в Благодарном была образована артель «Красноармейская № 2». В 1920—1921 годах возникли мелиоративные товарищества № 1, № 2, № 3, № 4, № 5, № 6 и № 8. В 1923-м в селе образовались артели «Красное Знамя», «Благодарненская № 2» и кустарно-промышленная артель «Механик». В 1924-м созданы: коммуна им. Карла Маркса; артели «Красноармейская № 1», «Красный Труд пролетариата», «Работник», «Красная Новь», «Заря Пролетариата»; сельскохозяйственное товарищество «Свой Труд»; животноводческое товарищество «Объединение».
С 1920 по 1924 год Благодарное было городом. По данным за 1920 год, в состав Благодарненской волости Благодарненского уезда входили: город Благодарный (1552 двора, 12 291 житель), хутор Казачья Балка (8 дворов, 54 жителя) и др. (4 двора, 25 жителей):13—14. Площадь земель волости составляла 46 199 десятин.
6 ноября 1923 года вышел Декрет Всероссийского центрального исполнительного комитета «Об административном делении Ставропольской губернии», предусматривавший упразднение уездов и волостей и разделение губернии на районы и сельские общества. В 1924 году в губернии было образовано 12 районов, в том числе Благодарненский, с центром в селе Благодарном, в составе бывших волостей Благодарненского уезда: Шишкинской, Александрийской, Елисаветинской, Бурлацкой, Спасской, Сотниковской, Довсунской, Серафимовской, Мирненской, Алексеевской и Благодаринской.
6 августа 1942 года село было оккупировано немецкими войсками
8 августа 1948 года районная газета «Трибуна ударника» опубликовала сообщение: «…Исполком Благодарненского районного совета депутатов трудящихся вынес решение об утверждении постановлений общих собраний колхозников с просьбой переименовать сельхозартели: (…) „Диктатура пролетариата“ в колхоз имени Жданова [село Благодарное], (…) „Ударник полей“ в колхоз имени Андреева [село Благодарное]…».
На 1 марта 1966 года село было административным центром Багодарненского сельсовета, в состав которого, кроме Благодарного, входил хутор Новосадовый (упразднён в 1969 году):9.
9 сентября 1971 года Указом Президиума Верховного Совета РСФСР село Благодарное преобразовано в город Благодарный.
До 1 мая 2017 года город образовывал упразднённое городское поселение город Благодарный.

## Население
| 1789    | 1806    | 1812    | 1819    | 1897    | 1902    | 1903    | 1908    | 1939    | 1959    | 1970    |
| ------- | ------- | ------- | ------- | ------- | ------- | ------- | ------- | ------- | ------- | ------- |
| 225     | ↘211    | ↗779    | ↗1064   | ↗12 212 | ↗12 877 | ↗13 049 | ↘12 715 | ↗16 089 | ↘14 900 | ↗20 168 |
| 1979    | 1989    | 1992    | 1996    | 1998    | 2000    | 2001    | 2002    | 2003    | 2005    | 2006    |
| ↗22 706 | ↗27 828 | ↗29 900 | ↗33 300 | ↗34 000 | ↗34 300 | ↘34 000 | ↗34 500 | →34 500 | ↘33 800 | ↘33 600 |
| 2007    | 2008    | 2009    | 2010    | 2011    | 2012    | 2013    | 2014    | 2015    | 2016    | 2017    |
| ↘33 300 | ↘33 100 | ↘33 026 | ↘32 725 | ↗32 728 | ↘32 435 | ↘32 148 | ↘31 959 | ↘31 720 | ↘31 558 | ↘31 293 |
| 2018    | 2019    | 2020    | 2021    | 2023    | 2024    | 2025    |         |         |         |         |
| ↘31 100 | ↘30 530 | ↘30 399 | ↗30 827 | ↘30 713 | ↘30 662 | ↘30 632 |         |         |         |         |

На 1 января 2025 года по численности населения город находился на 487-м месте из 1124 городов Российской Федерации.
Национальный состав
По итогам переписи населения 2010 года проживали следующие национальности (национальности менее 1 %, см. в сноске к строке «Другие»):
| Национальность | Численность | Процент |
| -------------- | ----------- | ------- |
| Русские        | 26 817      | 81,95   |
| Цыгане         | 2437        | 7,45    |
| Армяне         | 1181        | 3,61    |
| Турки          | 582         | 1,78    |
| Другие         | 1708        | 5,22    |
| Итого          | 32 725      | 100,00  |

По итогам переписи населения 2020 года проживали следующие национальности (национальности менее 1 % и другое, см. в сноске к строке «Другие»):
| Национальность | Численность, чел. | Доля     |
| -------------- | ----------------- | -------- |
| Русские        | 24 860            | 80,64 %  |
| Цыгане         | 2888              | 9,37 %   |
| Армяне         | 825               | 2,68 %   |
| Турки          | 527               | 1,71 %   |
| Другие         | 1727              | 5,60 %   |
| Итого          | 30 827            | 100,00 % |

## Упразднённое городское поселение город Благодарный
Упразднено 1 мая 2017 года.
Символика
Официальными символами городского поселения были герб и флаг, разработанные при участии Союза геральдистов России авторским коллективом в составе: И. Тихенко (идея герба); К. Мочёнов (геральдическая доработка); Р. Назаров , Г. Русанова (художники и компьютерный дизайн); К. Переходенко (обоснование символики герба).
Главы администрации городского поселения
- 2011—2015 — Светлана Анатольевна Лобкарева[77].
- 2015—2017 — Дмитрий Александрович Тормосов, глава города[78].

## Инфраструктура

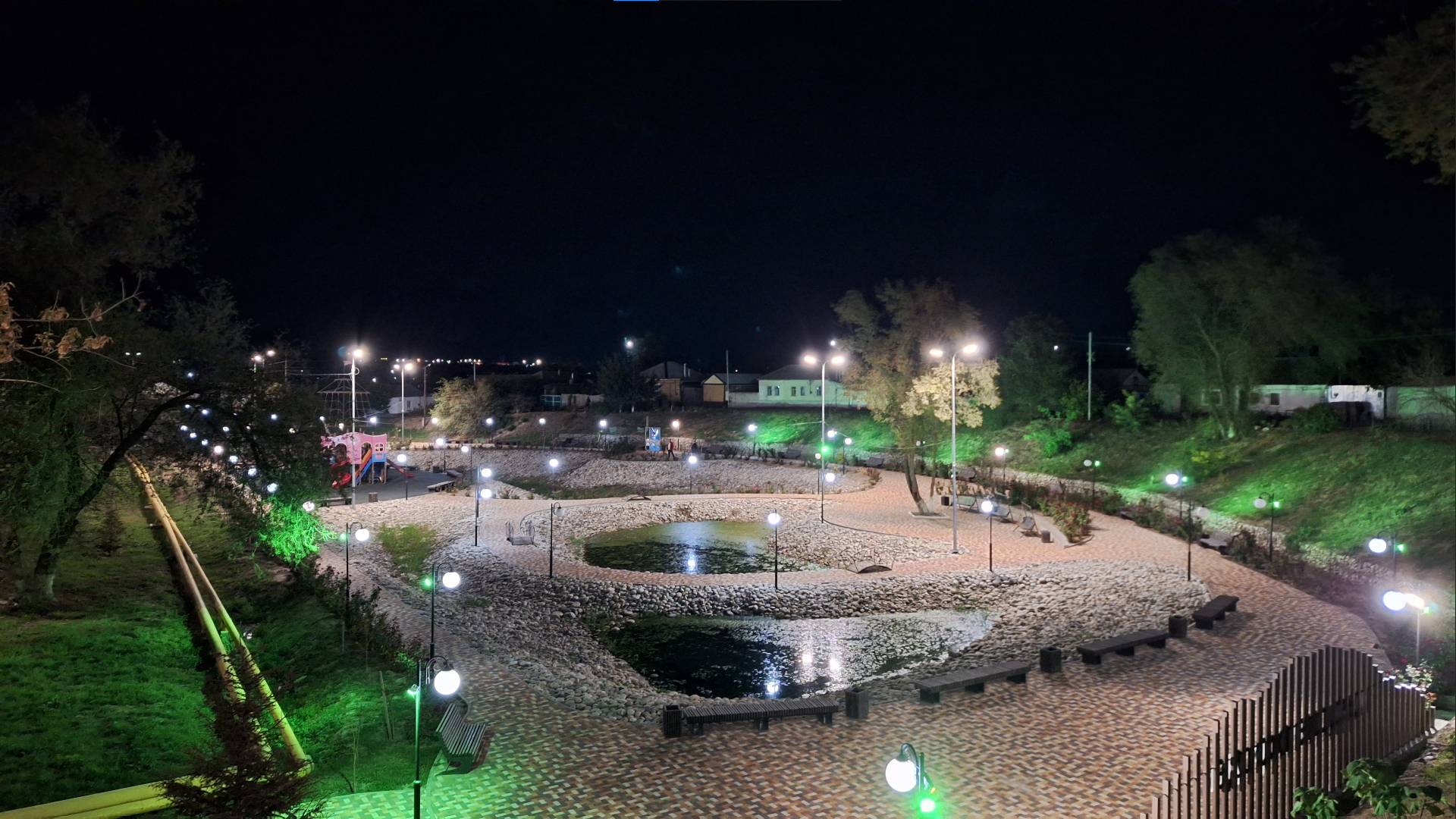
Парк «Сердце Города»

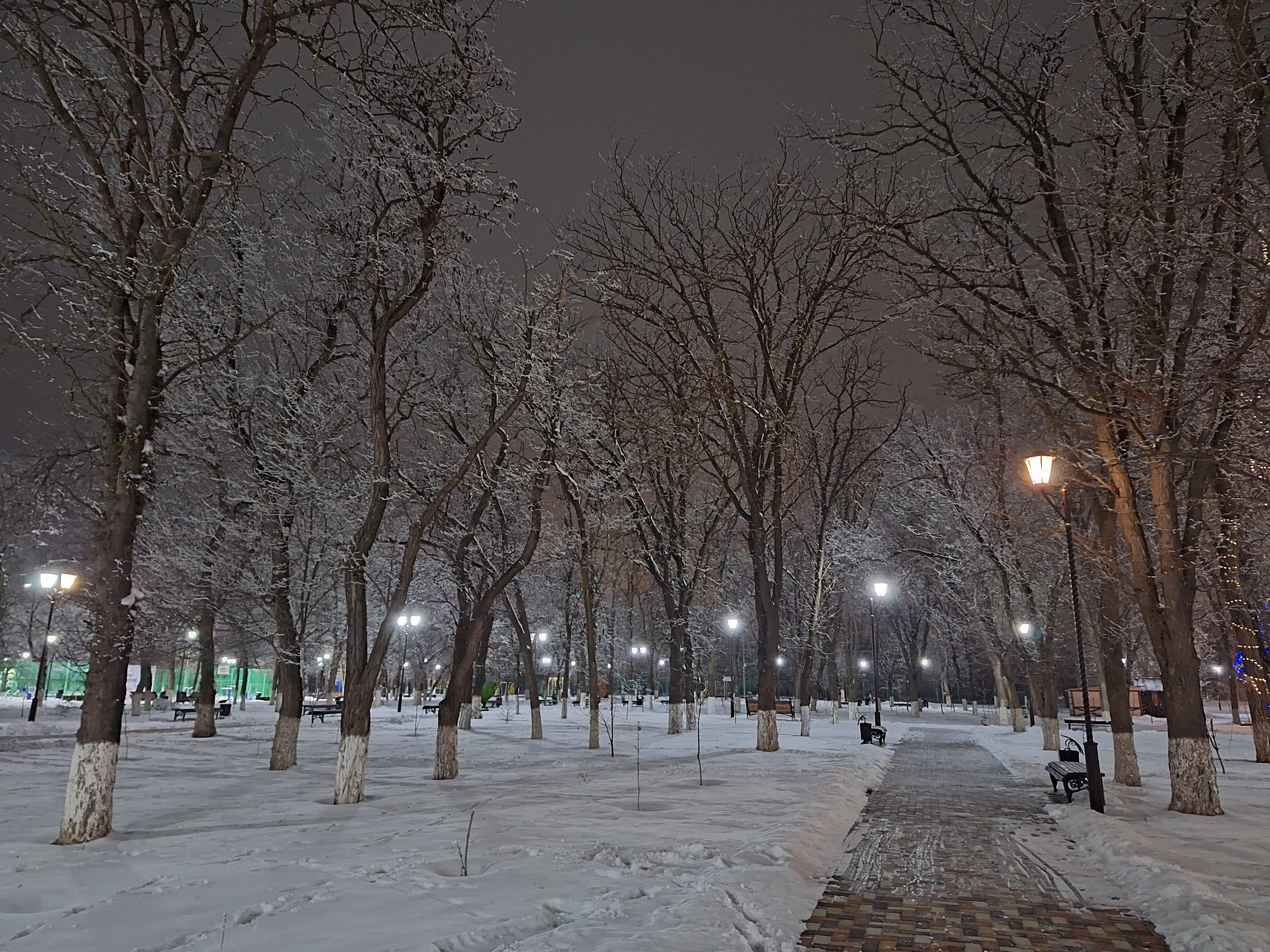
Парк Победы

- Досуговый центр «Феникс». Упразднён в начале 2014 года[79]
- Межпоселенческая централизованная библиотечная система[80]
- Историко-краеведческий музей имени Петра Федоровича Грибцова[81]
- Стадион «Колос»[82]
- Центральная районная больница[83]
- Дом-интернат для престарелых и инвалидов[84]
- Районный дом культуры
- Парк Победы. Открыт в 2019 г. Расположен в левобережной части города между улицами: 9 января и Первомайской[85]
- Парк «Сердце города». Находится в правобережной части города[86]
- Кладбища: закрытые — Чапаевское (в центральной части города), площадью 30000 м², Южное (юго-западная часть), площадью 29000 м²; открытые — Мельничное (южная окраина), площадью 100000 м², и Северное (северная часть), площадью 80000 м²[87]

## Воспитание и образование
- Детский сад № 2[88]
- Детский сад № 3[89]
- Детский сад № 5[90]
- Детский сад № 7[91]
- Детский сад № 9[92]
- Детский сад № 28[93]
- Детский сад № 29[94]
- Детский сад № 30[95]
- Специальная (коррекционная) начальная школа — детский сад № 1[96]
- Средняя общеобразовательная школа № 1 имени Максима Горького[97]. Открыта 30 сентября 1911 года как прогимназия[98]
- Средняя общеобразовательная школа № 6[99]
- Средняя общеобразовательная школа № 9[100]
- Средняя общеобразовательная школа № 15[101]
- Вечерняя (сменная) общеобразовательная школа[102]
- Агротехнический техникум. Открыт 2 октября 1937 года как школа механизации сельского хозяйства[103]. Награждён Орденом Трудового Красного Знамени[104]
- Детская школа искусств[105]
- Детско-юношеская спортивная школа[106]
- Дом детского творчества[107]. Открыт 23 января 1940 года[108]
- Центр дополнительного образования детей[109]
- Детский оздоровительно-образовательный (профильный) центр «Факел»[110]
- Детский дом (смешанный) № 16 имени М. Н. Покровского[111]
- Социально-реабилитационный центр для несовершеннолетних «Гармония»[112]
- Сельское двухклассное училище. Упоминается в 1898 году[113]

## Предприятия
- Благодарненский птицекомбинат
- Предприятие «Металлист»
- Предприятие «Хлебопёк»
- ЗАО "Сельхозремонт"
- Благодарненский элеватор
- Предприятие «Агропродукт»
- Инкубатор «Благодарненский»
- Предприятие «СтавропольРегионГаз»

## Транспорт
Город расположен на автодороге Р266 (Светлоград — Будённовск).
В городе расположена железнодорожная станция Благодарное на линии Светлоград — Будённовск. Станция предназначена для грузового оборота. Пассажирское сообщение отсутствует. С ноября 2012 года планируется ввести пригородное железнодорожное сообщение по маршруту Ставрополь — Будённовск.
По состоянию на 2018 год, пригородное железнодорожное сообщение отсутствует.

## СМИ
- Пункт вещания Цифрового эфирного телевидения[114]
- Районная газета «Благодарненские вести». Выходит с мая 1932 года[115]

## Русская православная церковь
- Церковь Александра Невского;
- Храм новомучеников и исповедников Российских[116];
- Храм святых бессребренников, чудотворцев и целителей Космы и Дамиана Асийских.

## Спорт
- Футбольная команда «Колос». Участница Первенства Ставропольского края по футболу[117]

## Почётные граждане
- Бедненко Анастасия Павловна (1924—1971) — трактористка колхоза «Красная Звезда» Благодарненского района Ставропольского края. Герой Социалистического Труда (08.04.1971). Кавалер двух орденов Ленина (11.01.1957; 08.04.1971), ордена Трудового Красного Знамени (26.06.1952). Улица в Благодарном, на которой жила Бедненко, названа её именем[120][121].
- Бершанская Евдокия Давыдовна (1913—1982) — советская лётчица, командир 46-го гвардейского ночного бомбардировочного авиационного полка. Участница Великой Отечественной войны. Единственная женщина, награждённая орденом Суворова. Выпускница Благодарненской средней школы № 1.
- Елисов Борис Кузьмич (1926, село Благодарное — 1989) — советский деятель органов внутренних дел, генерал-полковник внутренней службы. Участник Великой Отечественной войны. В 2012 году на здании отдела МВД России по Благодарненскому району, где в 1946—1948 годах Елисов работал начальником паспортного стола, установлена памятная доска в его честь[122][123].
- Лесниченко Валентин Егорович (род. 1946) — советский и российский государственный и политический деятель. В 1984—1986 годах — первый секретарь Благодарненского районного комитета КПСС.
- Петровский Борис Васильевич (1908—2004) — советский и российский хирург, учёный и клиницист; организатор здравоохранения и общественный деятель. Доктор медицинских наук, профессор. Министр здравоохранения СССР (1965—1980 годы). До 1916 года проживал вместе с семьёй в селе Благодарном Благодарненского уезда Ставропольской губернии.
- Сидельников Андрей Никанорович (1895, село Благодарное — 1983) — советский военачальник, генерал-лейтенант.
- Чеботарёв Дмитрий Родионович (1913—1996) — участник Великой Отечественной войны 1941—1945 гг, награждён орденом Красной Звезды, двумя орденами Знак Почёта. Именем Д. Р. Чеботарёва названа улица в городе Благодарном, присвоено звание «Заслуженный колхозник» и «Персональный пенсионер союзного значения»[124]
- Червяков Николай Иванович (1935—2020) — доктор технических наук, профессор. Заслуженный деятель науки и техники РФ[125]. Выпускник Благодарненской средней школы № 1.
- Щабельский Пётр Андреевич

## Объекты археологического и культурного наследия
- Селище Благодарненское — археологический памятник салтово-маяцкого времени (8—10 вв.)[126]
- Дом в котором помещался до 1921 года уездный комитет РКП(б)[127]
- Здание, где находился штаб ЧОНовского отряда, многие годы работал районный исполком совета народных депутатов[128]

## Памятники
Памятник Е. Д. Бершанской
18 апреля 2017 года на территории Благодарненской школы № 1, в которой училась советская лётчица Евдокия Давыдовна Бершанская, установлен бюст в её честь. Автор скульптуры — член Союза дизайнеров России Василий Чуйков.
Памятник жертвам Холокоста
7 августа 2018 года, в рамках проекта «Вернуть достоинство» Российского еврейского конгресса, в Благодарном был открыт памятник жертвам Холокоста (во время оккупации города, в августе 1942 — январе 1943 года, нацисты расстреляли 187 человек, в том числе 169 евреев).

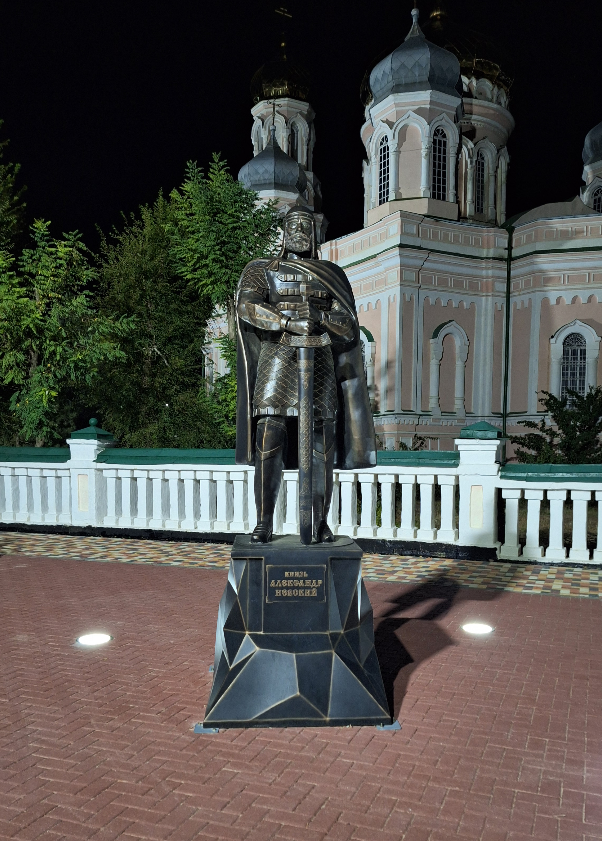
Памятник Александру Невскому
В 2024 году на территории Александро-Невской церкви был установлен памятник Александру Невскому.